# دونكيرك

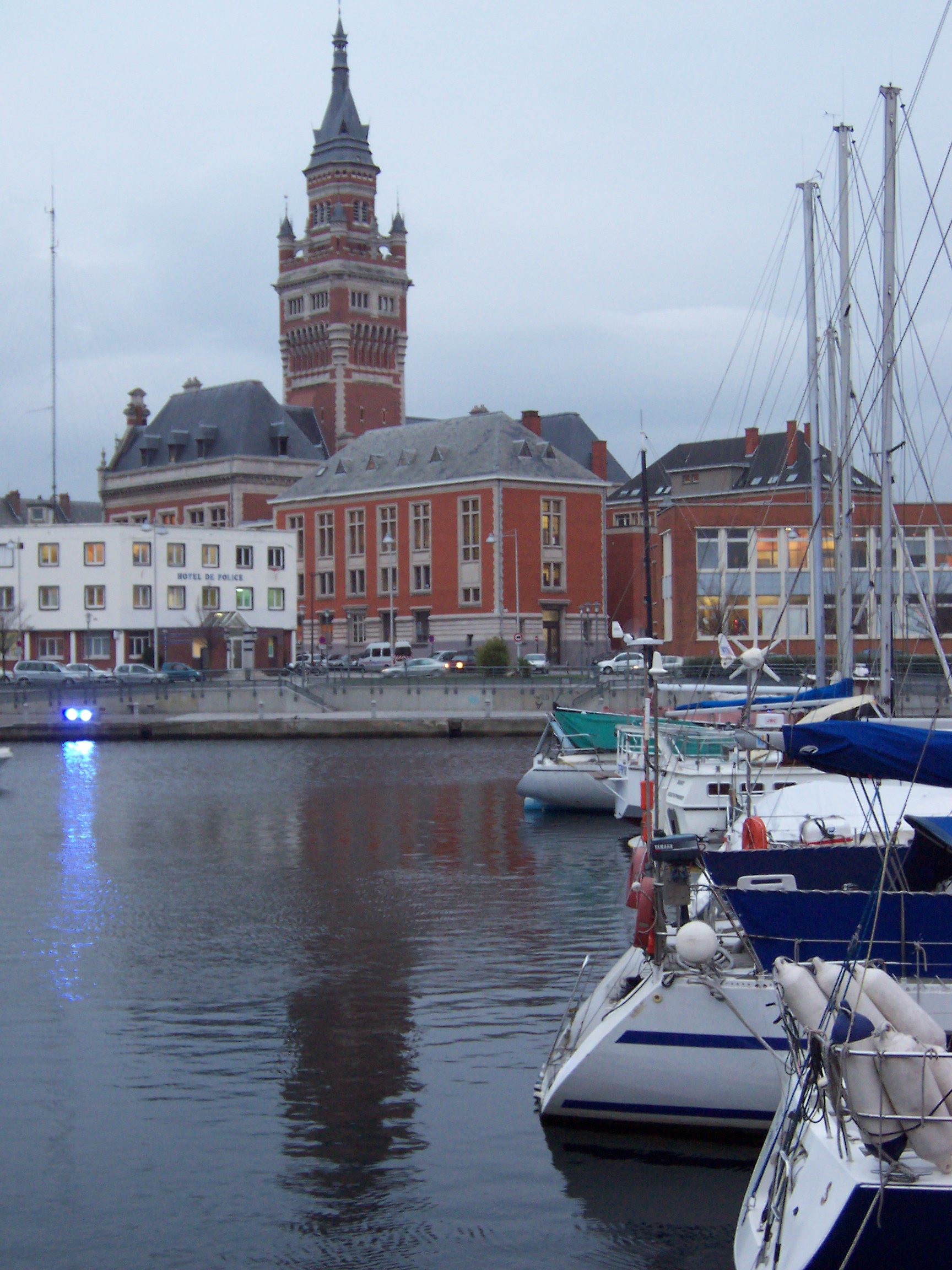
مشهد بحري للبلدية

دونكيرك (Dunkirk) بلدية تقع في إقليم نورد شمال فرنسا .

## المناخ
يظهر الجدول التالي التغييرات المناخية على مدار السنة لدونكيرك:
| البيانات المناخية لـدونكيرك                                                 | البيانات المناخية لـدونكيرك | البيانات المناخية لـدونكيرك | البيانات المناخية لـدونكيرك | البيانات المناخية لـدونكيرك | البيانات المناخية لـدونكيرك | البيانات المناخية لـدونكيرك | البيانات المناخية لـدونكيرك | البيانات المناخية لـدونكيرك | البيانات المناخية لـدونكيرك | البيانات المناخية لـدونكيرك | البيانات المناخية لـدونكيرك | البيانات المناخية لـدونكيرك | البيانات المناخية لـدونكيرك |
| الشهر                                                                       | يناير                       | فبراير                      | مارس                        | أبريل                       | مايو                        | يونيو                       | يوليو                       | أغسطس                       | سبتمبر                      | أكتوبر                      | نوفمبر                      | ديسمبر                      | المعدل السنوي               |
| --------------------------------------------------------------------------- | --------------------------- | --------------------------- | --------------------------- | --------------------------- | --------------------------- | --------------------------- | --------------------------- | --------------------------- | --------------------------- | --------------------------- | --------------------------- | --------------------------- | --------------------------- |
| الدرجة القصوى °م (°ف)                                                       | 15.0 (59.0)                 | 19.0 (66.2)                 | 24.0 (75.2)                 | 28.4 (83.1)                 | 34.0 (93.2)                 | 34.4 (93.9)                 | 41.3 (106.3)                | 36.2 (97.2)                 | 35.2 (95.4)                 | 30.0 (86.0)                 | 20.1 (68.2)                 | 16.6 (61.9)                 | 41.3 (106.3)                |
| متوسط درجة الحرارة الكبرى °م (°ف)                                           | 7.1 (44.8)                  | 7.4 (45.3)                  | 9.9 (49.8)                  | 12.4 (54.3)                 | 15.6 (60.1)                 | 18.4 (65.1)                 | 20.9 (69.6)                 | 21.3 (70.3)                 | 19.0 (66.2)                 | 15.4 (59.7)                 | 10.9 (51.6)                 | 7.8 (46.0)                  | 13.9 (57.0)                 |
| المتوسط اليومي °م (°ف)                                                      | 5.0 (41.0)                  | 5.1 (41.2)                  | 7.5 (45.5)                  | 9.6 (49.3)                  | 12.9 (55.2)                 | 15.7 (60.3)                 | 18.1 (64.6)                 | 18.4 (65.1)                 | 16.2 (61.2)                 | 12.7 (54.9)                 | 8.7 (47.7)                  | 5.7 (42.3)                  | 11.3 (52.3)                 |
| متوسط درجة الحرارة الصغرى °م (°ف)                                           | 2.9 (37.2)                  | 2.9 (37.2)                  | 5.0 (41.0)                  | 6.9 (44.4)                  | 10.1 (50.2)                 | 12.9 (55.2)                 | 15.2 (59.4)                 | 15.5 (59.9)                 | 13.4 (56.1)                 | 10.1 (50.2)                 | 6.5 (43.7)                  | 3.7 (38.7)                  | 8.8 (47.8)                  |
| أدنى درجة حرارة °م (°ف)                                                     | −13.4 (7.9)                 | −18.0 (−0.4)                | −7.0 (19.4)                 | −2.0 (28.4)                 | −1.0 (30.2)                 | 4.0 (39.2)                  | 6.6 (43.9)                  | 4.0 (39.2)                  | 4.0 (39.2)                  | −2.4 (27.7)                 | −8.0 (17.6)                 | −10.6 (12.9)                | −18.0 (−0.4)                |
| الهطول مم (إنش)                                                             | 55.0 (2.17)                 | 41.2 (1.62)                 | 46.9 (1.85)                 | 43.2 (1.70)                 | 50.4 (1.98)                 | 56.5 (2.22)                 | 58.4 (2.30)                 | 59.3 (2.33)                 | 67.0 (2.64)                 | 78.0 (3.07)                 | 74.8 (2.94)                 | 67.1 (2.64)                 | 697.8 (27.47)               |
| متوسط أيام هطول الأمطار (≥ 1.0 mm)                                          | 11.4                        | 8.9                         | 10.1                        | 8.9                         | 9.3                         | 9.1                         | 8.3                         | 8.9                         | 10.4                        | 11.8                        | 12.6                        | 12.0                        | 121.6                       |
| متوسط الأيام المثلجة                                                        | 2.9                         | 2.7                         | 1.8                         | 0.8                         | 0.1                         | 0.0                         | 0.0                         | 0.0                         | 0.0                         | 0.0                         | 0.8                         | 1.9                         | 11.0                        |
| متوسط الرطوبة النسبية (%)                                                   | 86                          | 84                          | 81                          | 80                          | 79                          | 80                          | 80                          | 80                          | 81                          | 83                          | 84                          | 85                          | 81.8                        |
| المصدر #1: Météo France, Infoclimat.fr (humidity and snowy days, 1961–1990) |                             |                             |                             |                             |                             |                             |                             |                             |                             |                             |                             |                             |                             |
| المصدر #2:                                                                  |                             |                             |                             |                             |                             |                             |                             |                             |                             |                             |                             |                             |                             |

## معرض صور

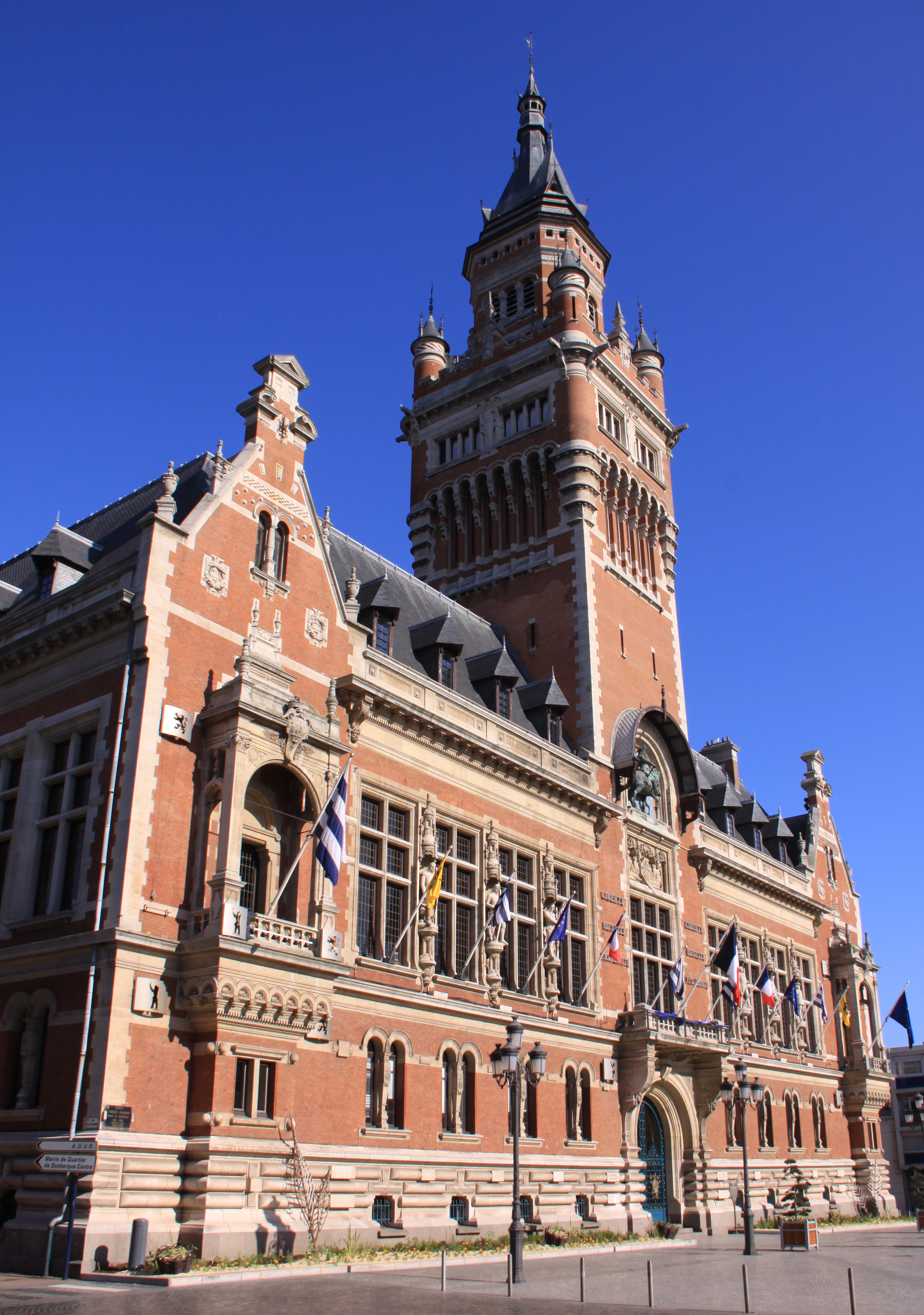
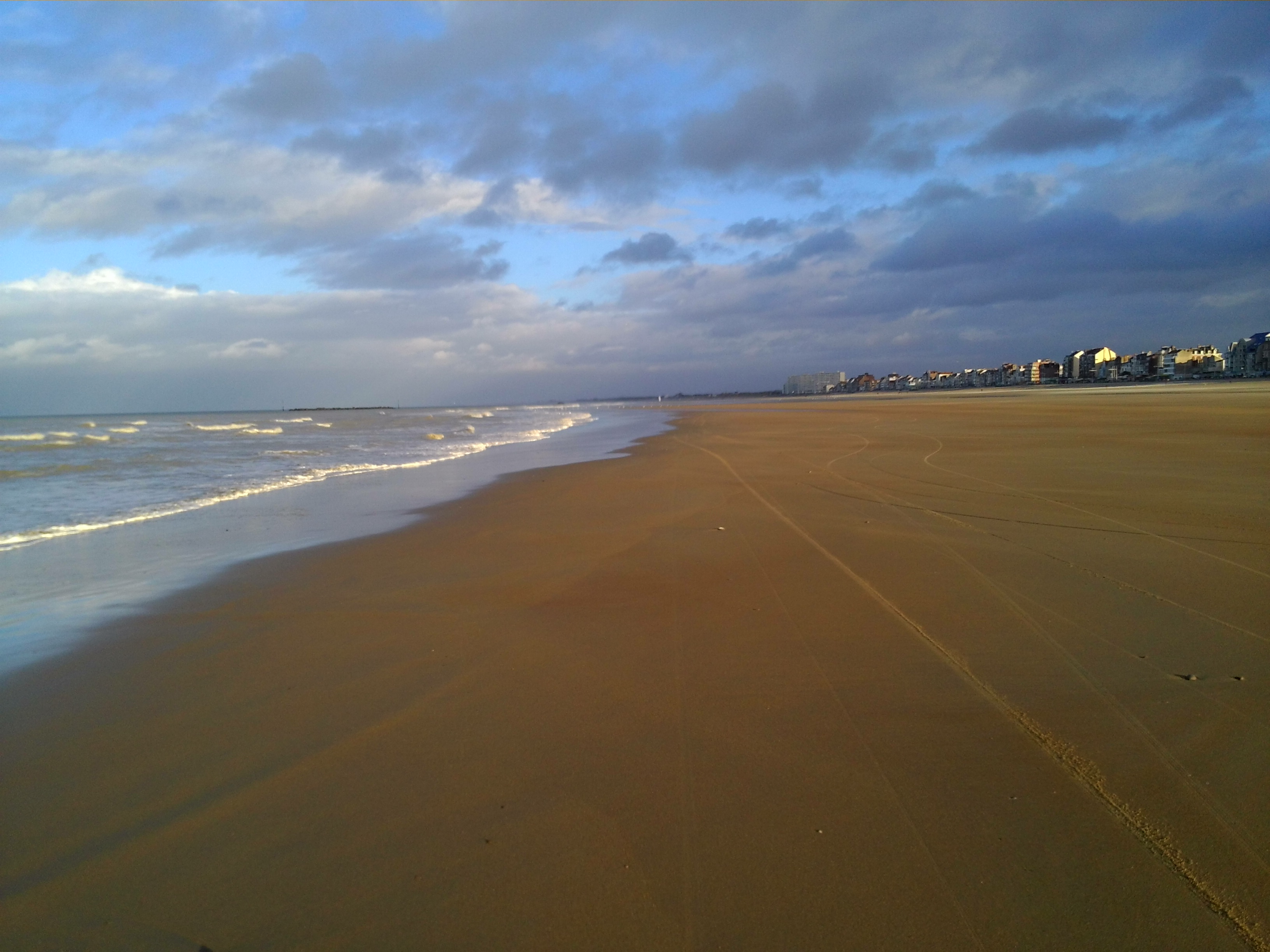
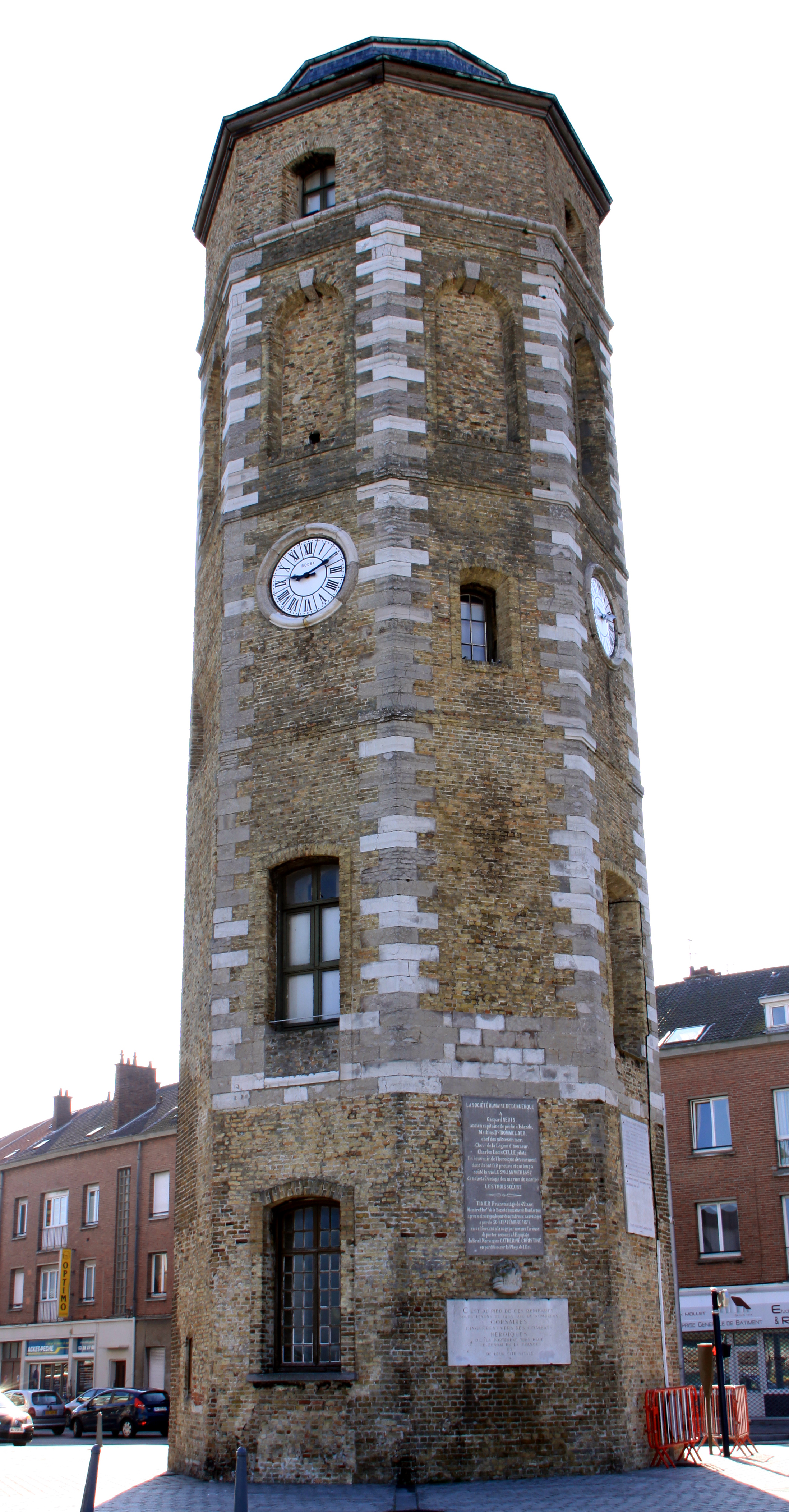
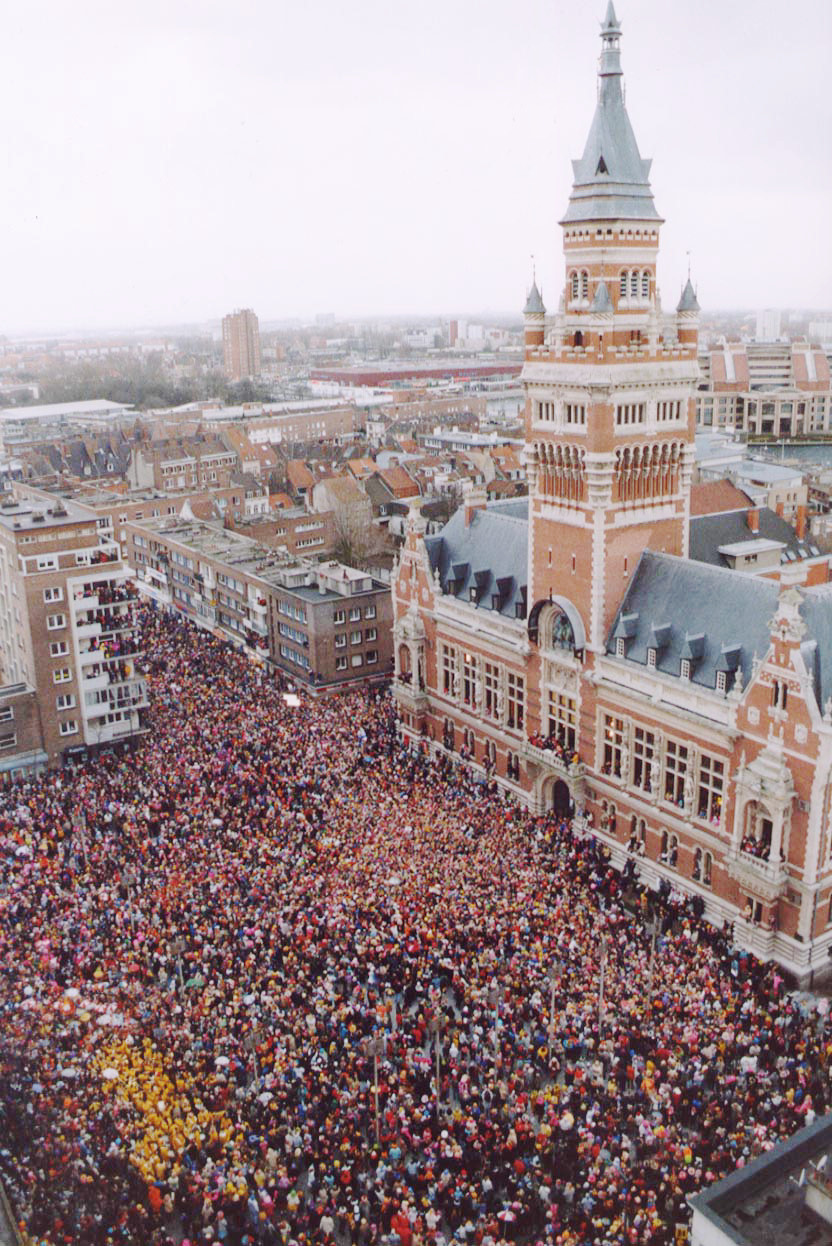
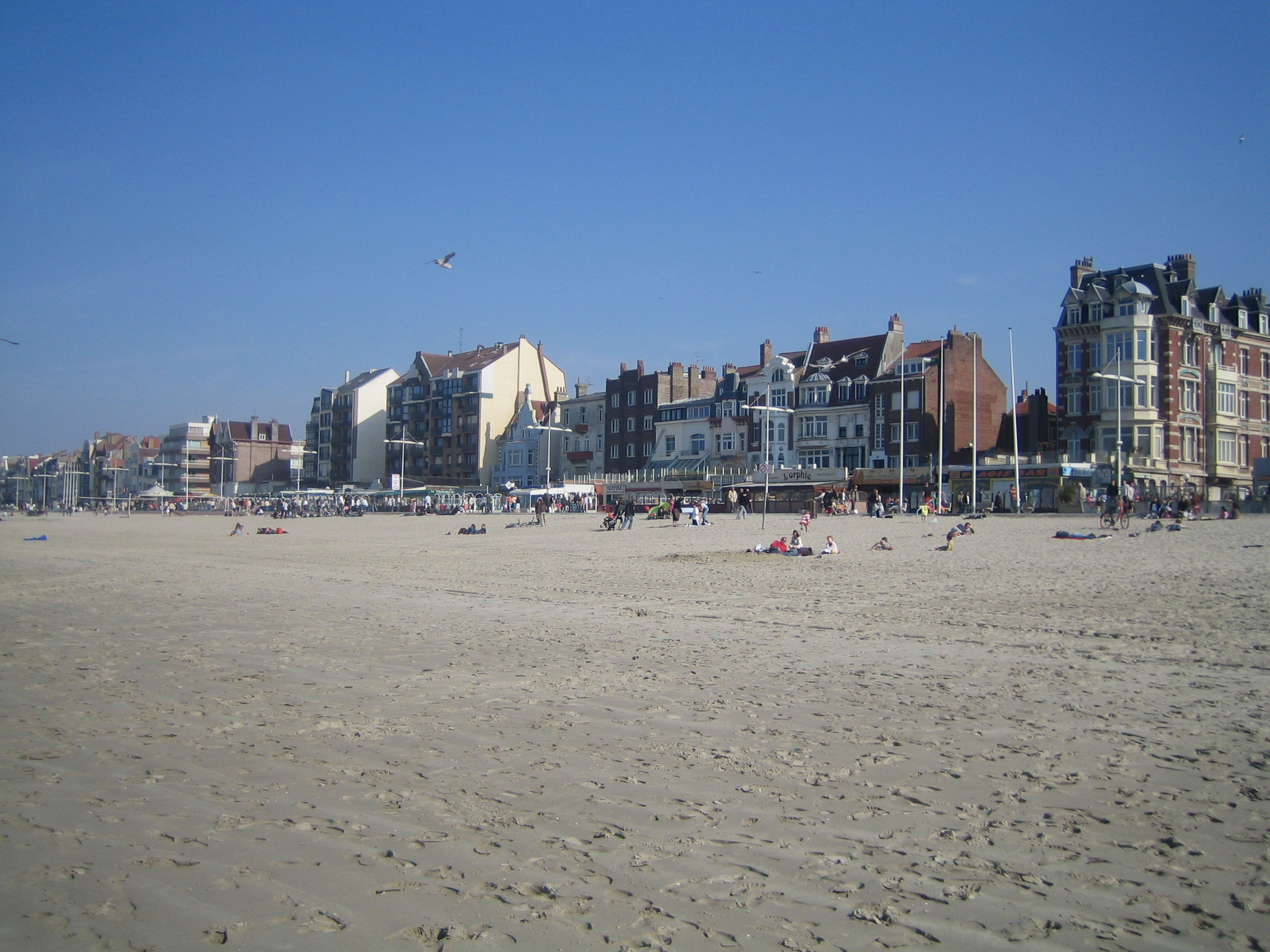

## توأمة
لدونكيرك اتفاقيات توأمة مع كل من:
- كريفلد
- ميدلزبرة
- رامات هاشارون
- فيتوريا، البرازيل
- غزة
- ريغا
- روستوك (1960 - )

## أعلام
- روبرت مالم
- مارفين غاكبا
- تشارلز إيمرسون بيتشر
- جان بول روف
- هيلينا سياك
- أليكس ثيبو
- ميخائيل ماثيوز
- أندريه جوزيف لومير
- ماتيو إلياس